# Târgu Jiu
Târgu Jiu (anteriormente Tîrgu Jiu, [ˌtɨrɡu ˈʒiw]) es una ciudad de Rumania en el distrito Gorj, Oltenia. Está ubicada en la costa este del río Jiu, de donde proviene el nombre.

## Nombre
La reforma ortográfica del rumano de 1953, durante la era comunista, eliminó del alfabeto rumano la letra â, sustituyéndola en todos los casos por î, de idéntica pronunciación, por lo que el nombre de la ciudad pasó a ser Tîrgu Jiu. Debido a ello, en algunos libros y mapas en lengua española se encuentra la ciudad, con el nombre Tirgu Jiu.
En 1993, tras la revolución que acabó con el régimen de Nicolae Ceaușescu, la Academia Rumana llevó a cabo una nueva reforma ortográfica, básicamente echando atrás la reforma de 1953. Desde entonces, el nombre de la ciudad es Târgu Jiu.

## Demografía
| Gráfica de evolución de Târgu Jiu entre 1912 y 2011 |
|                                                     |

## Personalidades
En Târgu Jiu estudió el escultor rumano Constantin Brâncuși.
En esta ciudad se encuentran sus siguientes obras:
- La Mesa del Silencio
- La Puerta del Beso
- La Columna del Infinito

Esta última es considerada la obra cumbre de Brancusi.